# Duško Milinković
Dušan Duško Milinković (cyr. Душан Милинковић Душко, ur. 2 grudnia 1960 w Čačaku) – serbski piłkarz występujący na pozycji napastnika. Ojciec innego piłkarza, Marko Milinkovicia.

## Kariera klubowa
Milinković karierę rozpoczynał w Boracu Čačak. Następnie grał w FK Rad, w którego w barwach w sezonie 1987/1988 został królem strzelców pierwszej ligi jugosłowiańskiej. W 1988 roku przeszedł do hiszpańskiej Osasuny. W Primera División zadebiutował 27 listopada 1988 w wygranym 1:0 meczu z Malagą. 4 czerwca 1989 w przegranym 2:3 pojedynku z Realem Oviedo strzelił swojego jedynego gola w Primera División. W Osasunie spędził sezon 1988/1989.
W 1989 roku Milinković odszedł do tureckiego Samsunsporu. W sezonie 1989/1990 spadł z nim z pierwszej ligi do drugiej, ale w kolejnym awansował z powrotem do pierwszej. W 1992 roku przeniósł się do innego pierwszoligowca, Karşıyaki, gdzie po sezonie 1992/1993 zakończył karierę.

## Kariera reprezentacyjna
W 1988 roku Milinković wziął udział w Letnich Igrzyskach Olimpijskich, zakończonych przez Jugosławię na fazie grupowej. W reprezentacji Jugosławii nie rozegrał żadnego spotkania.